# 深圳时装周

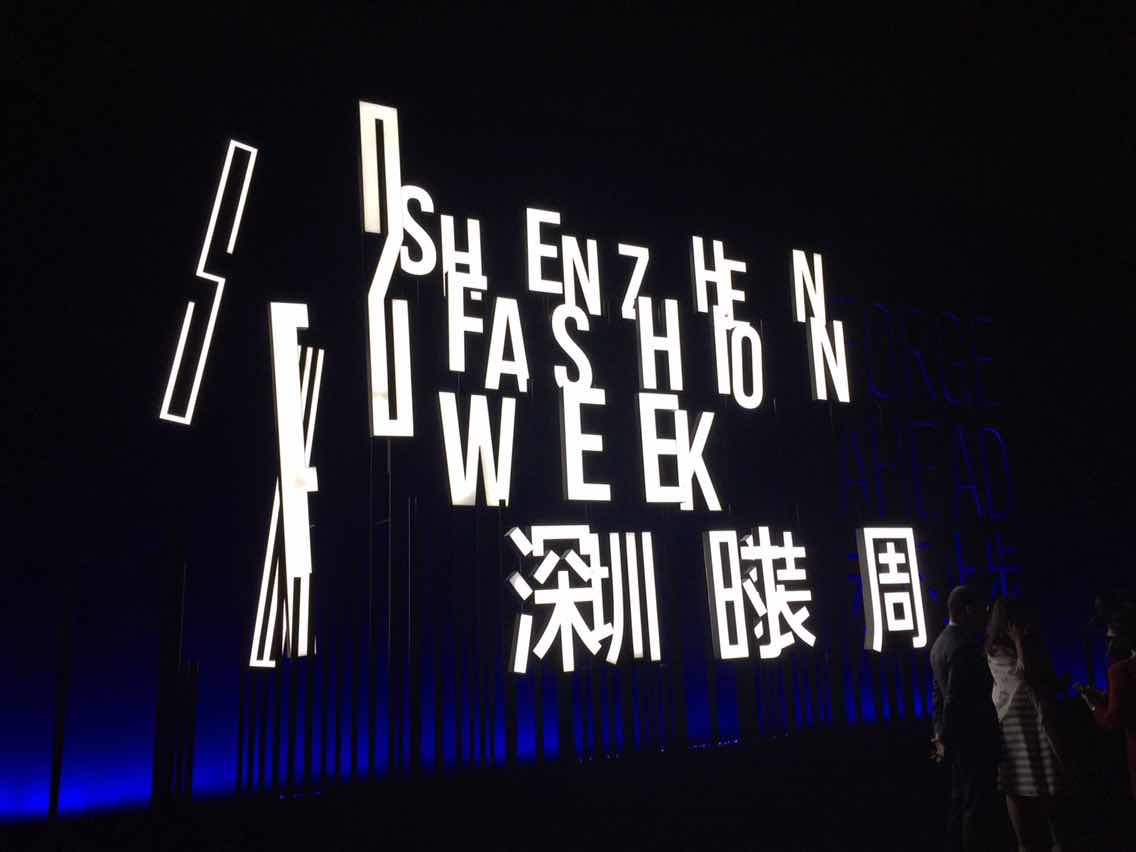
2015年深圳时装周

深圳時裝周是在中華人民共和國深圳市舉辦的服装發佈會，於2015年首次舉辦，每半年舉行一次。深圳時裝周通常在每年的2月和9月舉辦。

## 秀場
深圳時裝周曾將秀場搭建在福田區深圳會展中心，南山區歡樂海岸和龍華區“大浪小鎮”等。隨著深圳城市地標的高速更新秀場經常被更換到最新的區域。以體現年輕城市的創新精神，而不是過早確立城市品牌符號。